# مينتو (أونتاريو)
مينتو، أونتاريو (بالإنجليزية: Minto)‏ هي مدينة كندية تقع في مقاطعة أونتاريو. تبلغ مساحة هذه المدينة 300.3738 (كم²)، ويبلغ عدد سكانها 8504 نسمة حسب إحصاء سنة 2006 م، بينما كان يسكنها 8164 نسمة في سنة 2001 م. تحتل هذه المدينة المرتبة رقم 440 بين مدن كندا حسب عدد السكان والمرتبة رقم 164 في المقاطعة. نما عدد السكان في هذه المدينة بنسبة (4.2) بين العامين المذكورين.

## أعلام
- دونكان سنكلير

## وصلات خارجية
- الأطلس الحكومي لكندا
- إحصاءات كندا مع ساعة تعداد السكان